# Gritos del Ennom
Gritos del Ennom es un demo de la banda colombiana de Metal Athanator grabado en 1990. Este Demo fue grabado con el fin de dar a conocer el grupo, por lo menos en la escena local. Lo sorprendente de esta producción, si se puede llamarla así ya que fue hecha en una grabadora casera durante un ensayo, es la gran distribución que tuvo incluso a nivel internacional por intercambios que hacía la banda.
En su primera edición sólo tenía 4 temas, y luego fue reeditado con los mismos temas en vivo de su primer concierto más una canción llamada "Sacrilegio" de una banda de punk española.
El nombre del demo hace referencia a la tofet en el valle de Ennom (Ben-Hinnom), un valle que rodea a Jerusalén por el oriente, donde los israelitas inmolaron a sus hijos al ídolo Moloch. En el Nuevo Testamento, el nombre designa al infierno.

## Lista de canciones
1. Intro
2. ¿Quién es el anticristo?
3. ¿Pasaje al Infierno?
4. Pesadilla Macabra
5. Inquisición.

- Datos: Q5477797